# Indra (cómic)
Indra (Paras Gavaskar) es un personaje de ficción que actualmente aparece en los cómics publicados por Marvel Comics. Mutante adolescente, Indra estudió en el Instituto Xavier antes de su cierre y es miembro del equipo de entrenamiento de los X-Men. Apareció por primera vez en los Nuevos X-Men: Academia X # 7.

## Biografía ficticia del personaje

### Escuadrón Alfa
Paras Gavaskar es un mutante adolescente indio. Después de inscribirse en el Instituto Xavier, Gavaskar fue asignado al Escuadrón Alfa, un escuadrón de entrenamiento tutelado por Northstar; era un triunfador nato en las clases. Indra y sus compañeros de equipo Anole,  Loa,  Caucho, Red y Kidogo sufrieron una gran pérdida cuando se les dijo que su tutor había muerto en el cumplimiento del deber. El Escuadrón Alfa no estará al tanto de su resurrección. Después de la supuesta muerte de Northstar, Karma será su asesora.

### Día M
Tras los acontecimientos del  Día M, casi la totalidad de los estudiantes del Instituto perdieron sus poderes, lo que llevó a la disolución de los escuadrones de formación de la escuela. Indra fue uno de los veintisiete estudiantes que mantuvieron sus habilidades mutantes.
Participó en la batalla de todos contra todos de Emma Frost que determinó quién entrenaría para ser un X-Man. Más tarde, cuarenta y dos de los excompañeros de clase de Indra murieron cuando su autobús fue atacado por William Stryker, un cruzado anti-mutante.

### Búsqueda de Magik
Paras fue capturado por Belasco y llevado al Limbo con la mayoría de los otros estudiantes. Cuando X-23 orquestó un intento de fuga, Indra fue golpeado gravemente por el demonio S'ym cuando el ataque fracasó.
Después de regresar de su casa, Indra descubre que él es el más joven mutante en el planeta y puede llegar a ser el último, excluyendo a Franklin Richards, Molly Hayes, Tito Bohusk y (técnicamente) las  Stepford cucos y también el más propenso a convertirse en una diana.

### Complejo de Mesías y Utopía
Cuando Predator X ataca el Instituto, Tensión defiende a Indra, Trance y Cachorro, protegiéndolos de la bestia.
Paras más tarde se traslada a San Francisco junto con todos los X-Men. Pronto, la ciudad entra en un estado de caos debido a los movimientos anti-mutante y pro-mutantes. Cíclope envía a Rogue, Gámbito y  Peligro a encontrar a todo estudiante que falte, Indra entre ellos. Pícara encuentra a algún agente de H.A.M.M.E.R. golpeado y después de absorber sus recuerdos para ver si saben dónde está Paras, verá que lo atacaron cuando él estaba tratando de volver a casa para ver a sus amigos. En defensa propia los ataca y los golpea.
Este acto de defensa propia le causa una crisis interna al creer que él violó el principio más importante de su fe  Jaina, la no violencia. Usar sus poderes le causa un gran dolor pues cree es un castigo divino por traicionar sus creencias. Pícara intenta aconsejarlo y le sugiere que su incapacidad para acceder a sus poderes es  psicosomática. Le hará ver la contradicción con el hecho de que él eligió el nombre en clave de Indra, el dios hindú de la guerra, a pesar de sus creencias pacifistas y afirma que ella cree que él lo hizo por su confianza en su propio potencial. Afirma, además, que en lugar de abrazar ese potencial ha elegido alejarse de él. Esto hace que Paras pierda el control, alegando que su forma de Indra no era la que tenía antes de que sus poderes se manifestasen completamente, como un sofisticado traje de armadura y armamento.

### Colisión
Después del Advenimiento, Pícara y  Magneto llevan a Indra junto con Anole y Loa de vuelta a su casa en Bombay a visitar a su familia. Sin saberlo ninguno, los padres de Indra le han concertado un matrimonio arreglado en lugar de su hermano que se encuentra en estado de coma. Los X-Men y los estudiantes visitan un mercado local donde unas tormentas extrañas han dejado a varias personas, incluyendo el hermano de Indra, en estado comatoso. Durante una de esas tormentas, los mutantes se encuentran con una joven que dice llamarse Luisa y que es un nuevo mutante con la habilidad de pintar con la luz. Ellos no tienen tiempo de preguntarle más al llegar Centinelas para capturarla. Anole y Loa logran terminar con los Centinelas y los X-Men la llevan a casa de la familia de Indra, donde la rebelde chica al coquetear con Indra, enfurece a su padre al crear una pintura de luz en la que aparece su hijo y ella en la habitación abrazándose desnudos y besándose.
Después de ser interrogada por Magneto, Luisa revela que su nombre real es Luz, ella no es una mutante y proviene de un lugar llamado Quitado; una ciudad flotante de alta tecnología, donde fue una alumna destinada a ser parte de un dispositivo llamado Angelfire. En ese momento, los Hijos de la Bóveda atacan la casa de la familia de Indra. Este es atacado por uno de sus miembros que entra en su cuerpo y le causa un gran dolor físico. Después de que Luz se rinda los Hijos de la Bóveda llevan a Pícara y Magneto a Quitado. Indra planea ir tras ellos, pero su padre le exige que se quede y se case. Este entonces pide a Vaipala que se case con él ese mismo día algo en lo que ella está de acuerdo y así puede ir a salvar a sus amigos después. Durante la ceremonia, Vaipala revela que ella es en realidad Luz al intercambiarse de lugar con ella durante el ataque.
Desobedeciendo a su padre y dejando atrás a Luz al no querer ir; Indra, Loa y Anole van detrás de los Hijos de la Bóveda uniéndoseles Luz que ha cambiado de opinión y juntos traman un plan. Colándose en Quitado, Luz se entrega mientras que Indra, Loa y Anole se marchan con Pícara, Magneto y una Vaipala inconsciente. Durante la fuga, Indra ataca a Olvido con el fin de proteger a Pícara. Cuando ella va a agradecérselo, él le dice que no quiere hablar de ello, porque ha pecado. Al regresar a casa, Varas da la espalda a su familia y la religión, porque el camino de la no violencia no es la manera de luchar contra el mal.

### Cisma y Regénesis
Indra deja Utopía con Lobezno para inscribirse como estudiante en la Escuela Jean Grey de Estudios Superiores.

## Poderes y habilidades
Indra posee placas blindadas seccionales retráctiles que él usa para cubrirse con una armadura protectora. Su piel es de color púrpura y su pelo es de color rojo-violeta; tiene un Tilaka también rojo-violeta como marca en su frente, aunque esta marca puede ser estética y no parte de su mutación.
Inicialmente, su armadura era reluciente y chapada, similar al exoesqueleto de un pangolín. A pesar de que su religión cree en la no violencia absoluta, más tarde se verá obligado a actuar en defensa propia y atacar a un oficial militar corrupto, lo que le causa una lucha interna que le hace perder el acceso a sus poderes. Al intentar acceder a su blindaje, experimenta gran dolor y cree que se trata de un castigo de los Yakshas por su transgresión. Después de recibir la tutoría de Pícara, que cree que Paras optó por llamarse como el dios hindú de la guerra por alguna razón, los poderes de Indra cambiaron significativamente y se volvió más fuerte que antes. Su armadura tiene la forma de un cuerpo completo, como un traje hindú estilizado. También es capaz de generar a su alrededor en el aire armamento Psiónico , como espadas y dagas, para un uso ofensivo.